# Villa Montenegro
Villa Montenegro war eine Landstadt im Departamento Cochabamba im südamerikanischen Anden-Staat Bolivien. 

## Lage im Nahraum
Villa Montenegro war zweitgrößte Ortschaft im Landkreis (bolivianisch: Municipio) Sipe Sipe in der Provinz Quillacollo. Villa Montenegro liegt am südwestlichen Ende der Ebene von Cochabamba auf einer Höhe von 2546 m am rechten westlichen Ufer des Río Rocha, dem Hauptquellfluss des bolivianischen Río Grande. Mit der Volkszählung von 2012 ist Villa Montenegro nicht mehr als eigenständige Ortschaft notiert, sondern ist jetzt Ortsteil der Stadt Sipe Sipe.

## Geographie
Villa Montenegro liegt zwischen der bolivianischen Cordillera Central und der Cordillera Oriental im Übergangsbereich zum bolivianischen Tiefland.
Die mittlere Durchschnittstemperatur der Region liegt bei etwa 18 °C (siehe Klimadiagramm Cochabamba) und schwankt nur unwesentlich zwischen 14 °C im Juni und Juli und 20 °C im November. Der durchschnittliche Jahresniederschlag beträgt etwa 450 mm, bei einer ausgeprägten Trockenzeit von Mai bis September mit Monatsniederschlägen unter 10 mm, und einem Regenmaximum im Januar mit 120 mm Monatsniederschlag.

## Verkehrsnetz
Villa Montenegro liegt 25 Kilometer entfernt von Cochabamba, der Hauptstadt des Departamentos.
Von Cochabamba aus führt die asphaltierte Fernstraße Ruta 4 in westlicher Richtung über die Stadt Quillacollo und Vinto nach Villa Montenegro und über Suticollo weiter nach Caracollo, wo sie sich mit der Ruta 1 kreuzt. Die Ruta 1 durchquert den Altiplano von Norden nach Süden und stellt so Verbindungen zu den Großstädten La Paz, Oruro und Potosí her.

## Bevölkerung
Die Bevölkerungszahl der Ortschaft war im letzten Jahrzehnt des 20. Jahrhunderts noch auf fast das Doppelte angestiegen:
- 1992: 1.212 Einwohner (Volkszählung)[1]
- 2001: 2.159 Einwohner (Volkszählung)[2]

Die Region weist einen hohen Anteil an Quechua-Bevölkerung auf, im Municipio Sipe Sipe sprechen 83,9 Prozent der Bevölkerung die Quechua-Sprache.